# Helianthemum grandiflorum
Helianthemum grandiflorum là một loài thực vật có hoa trong họ Nham mân khôi. Loài này được DC. mô tả khoa học đầu tiên.

## Hình ảnh

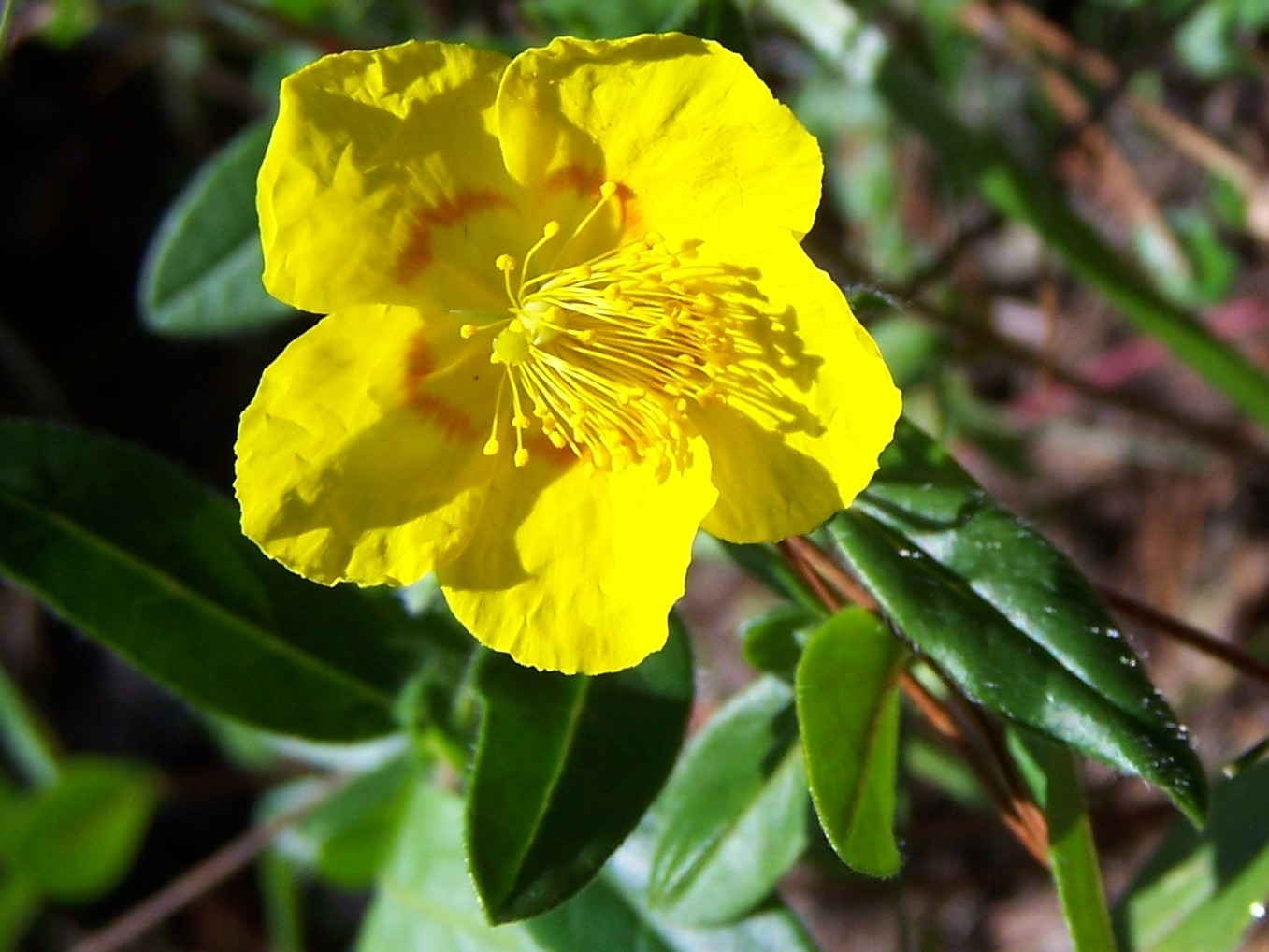
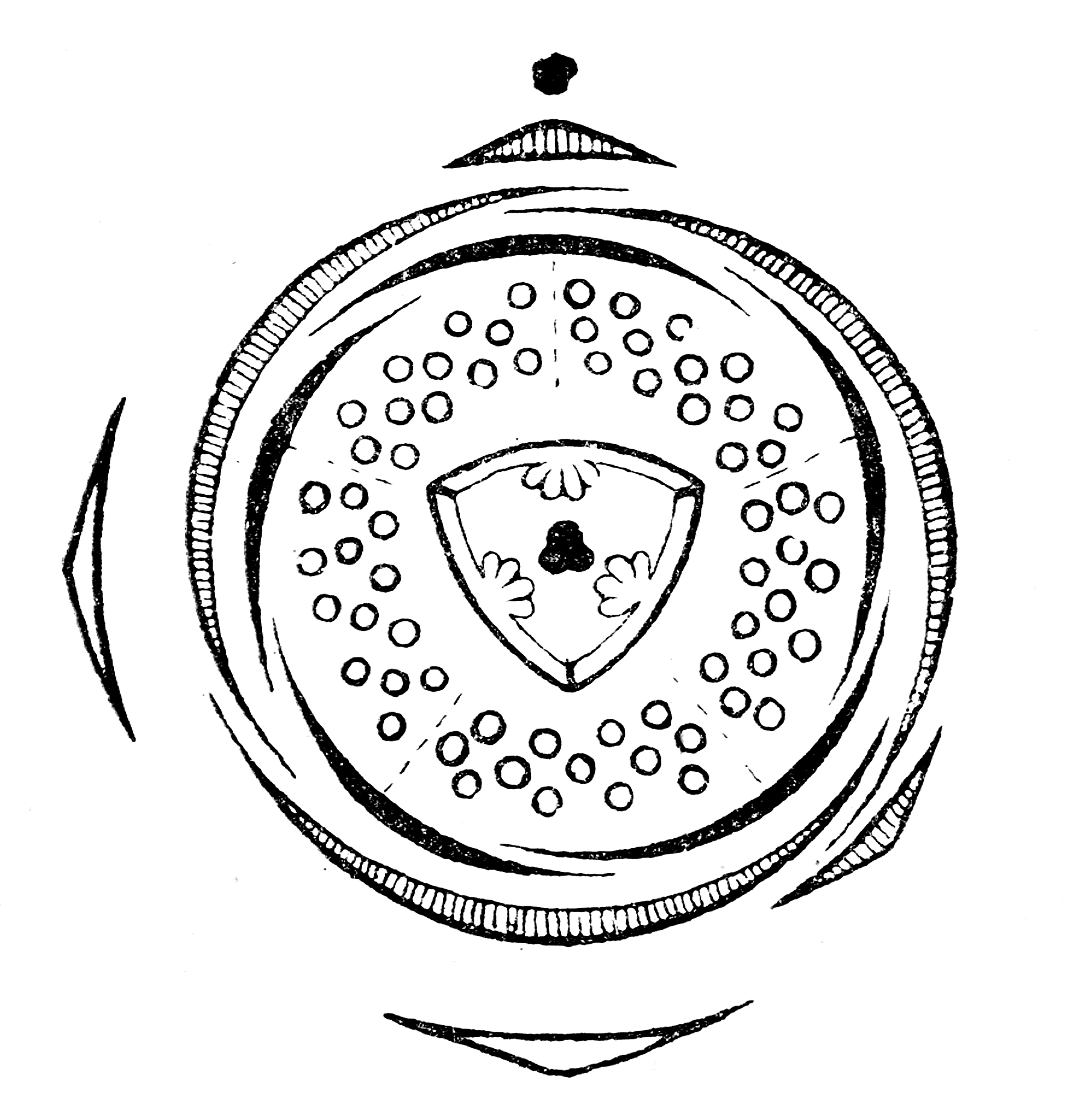
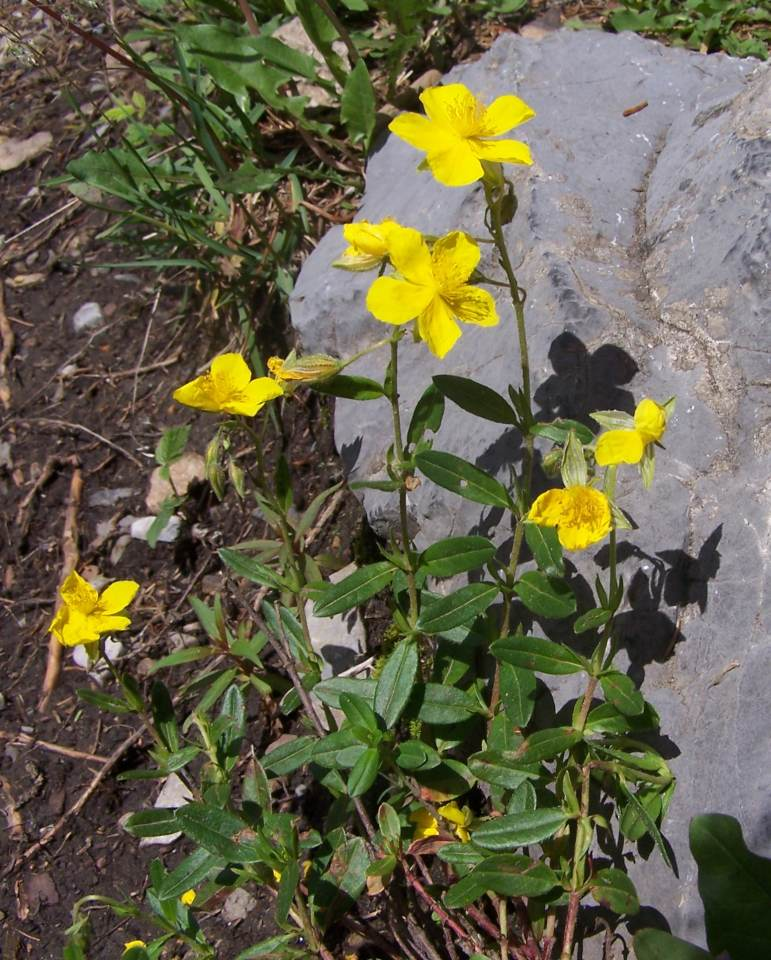